# Berghäran (Kökar, Åland)
Berghäran är ett skär på Åland (Finland). Det ligger i Skärgårdshavet och i kommunen Kökar i landskapet Åland, i den sydvästra delen av landet. Ön ligger omkring 72 kilometer öster om Mariehamn och omkring 210 kilometer väster om Helsingfors.
Öns area är 0,5 hektar och dess största längd är 160 meter i öst-västlig riktning.
Terrängen på Berghäran är kal och stenig. Berghäran ligger cirka en kilometer sydväst om den stora ändmoränen Salpausselkä III som löper längst Kökarsfjärden och som sticker upp ovanför ytan i form av Sandrevet i norr och Östra Partuvan i nordöst.